# Pszichológia
A pszichológia, magyar nevén lélektan (az ógörög ψυχή [pszükhé] „lélek” és λογία [logía] „tudomány, ill. – valaminek a – tanulmányozása” szavakból) az emberi lényekhez tartozó gondolkodással és viselkedéssel foglalkozó tudomány. A pszichológia születését a legtöbb pszichológiatörténeti könyv 1879-re datálja és Wilhelm Wundt (1832–1920) nevével kapcsolja össze. Az azóta eltelt idő során sokban formálódott a pszichológia: több egymás mellett létező elméleti irányzat született, megalakultak a főbb kutatási területek, és az alkalmazott területek száma is megemelkedett.
A pszichológiát napjainkban is sokan azonosítják a gyógyító szakmában foglalkoztatott pszichológusok tevékenységével. A pszichológia viszont nem kizárólagosan az emberek lelki jólétével foglalkozó gyógyító tudomány, hanem az emberekre jellemző mindennemű folyamatok megértésére törekvő diszciplína is. A terápiás szakma csak egyetlen része annak, ahol a szakképzett pszichológus elhelyezkedhet.
A pszichológia aktív kutatói szerepet vállal olyan kevésbé közismert területeken is, mint például a humanoid észlelés (látás, hallás, tapintás stb.) tanulmányozása, a tanulás és emlékezet törvényszerűségeinek feltárása, a nyelvelsajátítás folyamatának leírása, a matematikai gondolkodás megértése stb.
A pszichológiát legalább három szempont alapján lehet felosztani:
- az elméleti irányzatok szerint
- kutatási alapterület szerint
- végül az alkalmazott területek szerint

## A pszichológia elméleti irányzatai
A Pszichológia elméleti irányzatai: a behaviorizmus, a kognitív, a pszichoanalitikus,  a fenomenológikus és a pozitív pszichológia.

### Behaviorizmus
Inger–válasz pszichológia, melynek lényege, hogy a viselkedés, kondicionálás által alakul ki. Azaz a megfelelő ingerre a tanult válaszreakciót adjuk. Ezen pszichológiai paradigma John B. Watson nevéhez fűződik. A behavioristák szerint az introspekció (önmegfigyelés) nem kielégítő egy tézis, vagy elmélet megalapozásához, a hiteles válaszokat objektív külső szemlélők megfigyelései alapján kaphatjuk meg.

#### Legjelentősebb képviselői
- Edward Lee Thorndike (1874 – 1949)
- Ivan Petrovics Pavlov (1849 – 1936)
- John B. Watson (1878 – 1958)
- Edward Chace Tolman (1886 – 1959)
- Burrhus Frederic Skinner (1904 – 1990)

### Pszichoanalízis
Megalapítója Sigmund Freud (1856 – 1939). Elmélete szerint a represszió (elfojtás) által tudattalanná vált emlékek, motivációk nagy hatással vannak a személy viselkedésére. A tudattalan gondolatok, általában szexuális, vagy agresszív jellegűek.

#### Legkiemelkedőbb alakjai
- Anna Freud (1895 – 1982)
- Szondi Lipót (1893 – 1986)
- Carl Gustav Jung (1875 – 1961)
- Ferenczi Sándor (1873 – 1933)

### Kognitív pszichológia
Az elnevezés a latin cognitio (megismerés) elnevezésből ered. A kognitív pszichológia a mentális reprezentációkkal, a sémákkal, a sztereotípiákkal, az észleléssel, az emlékezéssel, a gondolkodással és a figyelemmel foglalkozik.
A kognitív pszichológia szerint csak mentális folyamatok tanulmányozásával érthetjük meg teljesen, hogy mit csinálnak az élőlények.
A mentális folyamatokat objektíven vizsgáljuk, de mögöttes mentális folyamatok fogalmaiban kell értelmeznünk azokat.

#### Legfontosabb képviselői
- Jerome Bruner (1915–2016)
- Donald Broadbent (1926–1993)
- Ulrich Neisser (1928–2012)
- Alan Baddeley (1934–)

### Fenomenológikus pszichológia
A fenomenologikus nézőpont az egyéni, szubjektív tapasztalásra alapoz. Többek között az egyén világképét és önképét tanulmányozza.
Humanisztikus pszichológiának is nevezik. Megalapítója Carl Rogers (1902 – 1987), aki főbb munkáiban az empátia és az önismeret egyéni és csoportos fejlesztésére dolgozott ki módszereket.
Gestaltpszichológia (Gestalt német szó, jelentése „alak”), németül Gestaltpsychologie, magyarul alaklélektan: a német pszichológiában a 20. század elején létrejövő irányzat, melynek alapgondolata, hogy az egész alak észlelete több a részek egyszerű összegénél, és az egész a részekhez képest elsődleges. Főként az észleléssel és az észlelési élmények ingermintázattól és élménytől függő szerveződésével foglalkozott. Vizsgálta a mozgásfelismerést, a méretmegítélést és a színek különböző megvilágításban való észlelését. Fő kérdése, hogy a szerveződés vajon a világban magában megy-e végbe, vagy az emberi elme hozza létre a rendezett észleletet.

### Pozitív pszichológia
A pozitív pszichológia célját 1998-ban fogalmazta meg Martin Seligman, Csíkszentmihályi Mihály, Ray Fowler. A pozitív pszichológia annak tudományos vizsgálatával, ami eredmény, kerülésével, ami becsődölt, mind az egyének, mind a közösségek szintjén, új távlatot nyit. 2002 körül, Martin Seligman, Michael Frish és mások is pozitív pszichológiát kezdtek el tanítani. Seligman szerint  a klinikai pszichológia fél évszázada a mentális betegségekre összpontosít csak. A pszichológusokat arra ösztökélte, hogy folytassák a pszichológia korábbi küldetését, a tehetség táplálását és a normális élet fejlesztését.  A menedzsereknek meg kell érteniük, hogy a pozitív pszichológia bevezetése nem fogja oldani a kihívásokat munkahelyükön. De segíthet az alkalmazottnak az új elképzelésekhez és vezetői gyakorlathoz adaptálódni/ alkalmazkodni.
Korábban Abraham Maslow, Carl Rogers, és Erich Fromm - dolgozott ki elméletet és gyakorlatot az emberi boldogságra. Csíkszentmihályi Mihály, „Flow” ~ áramlat elmélete beleillik az öröm lelkületébe. CSR (Corporate Social Responsibility) ~ a vállalatok társadalmi felelősségvállalása egyre inkább üzlet, beárazott helyettesítő. A tartalmas élet különféle formái keresett szolgáltatásokká fejlődnek.

## A pszichológia kutatási alapterületei
A kutatási alapterület szerinti felosztás a pszichológia négy ágát foglalja magában. A négy ág az emberi működés négy legfontosabb területe szerint szerveződik: 
- általános pszichológia,
- szociálpszichológia,
- személyiségpszichológia,
- fejlődéspszichológia.

A négy ág közös jellemzője, hogy empirikus módszerrel dolgoznak, felhasználva több más természettudomány (például az élettan, a sejtbiológia, a neurobiológia, a biokémia, a matematikai statisztika stb.) eredményeit.

### Pszichológiai kutatói központok Magyarországon
- Szegedi Tudományegyetem – Szegedi Megismeréstudományi és Neuropszichológia Program: a programot Pléh Csaba indította el 1999-ben az egyetem Pszichológiai Intézetében.

- Magyar Tudományos Akadémiai Kognitív Idegtudományi és Pszichológiai Intézet

## A pszichológia alkalmazott területei
Az alkalmazott irányzatok szerinti felosztásban azok a területek jelennek meg, amik a kutatásokból nyert adatokat a gyakorlati munka során használják fel. Alkalmazott területek:
- Munkalélektan
- Szervezetpszichológia
- Pedagógiai pszichológia
- Klinikai pszichológia
- Sportpszichológia
- Művészetpszichológia
- Kriminálpszichológia
- Reklámpszichológia
- Pásztorál pszichológia
- Környezetpszichológia
- Kritikai pszichológia

## Pszichológia és fenntarthatóság
A természet pusztulásának megélése, ha annak oka emberi beavatkozás, vagy a környezetvédők által javasolt életmódváltoztatások, illetve a zöldek által megfogalmazott általános értékrendet érintő kritikája sok esetben erőteljes érzelmeket, ellenérzéseket kelt az emberi pszichében. Szakpszichológusok vizsgálják ennek a lelki jelenségnek a dinamikáját, melynek fázisai:
- hitetlenség,
- tagadás,
- kettős élet.

E mellett környezeti kétségbeesés a félelem néhány speciális fajtáját jelenti, ezek:
Félelem
- a fájdalomtól
- hogy morbidnak tűnünk
- hogy butának tűnünk
- a bűntudattól
- hogy kellemetlenséget okozunk
- hogy kiprovokáljuk a katasztrófát
- hogy hazafiatlannak tűnünk
- a vallásos kételkedéstől
- hogy túl érzelmesnek tűnünk
- a tehetetlenség érzésétől.[5][6]

Egy másik ökológiai jelentőségű ága a pszichológiának a Tim Kasser Archiválva 2012. január 10-i dátummal a Wayback Machine-ben által vizsgált terület. Kasser az anyagiasság és a fogyasztás mintázatait vizsgálva jutott arra, hogy bizonyos embereknél az anyagiasság egy lelki hiányérzetet pótolni igyekvő próbálkozás, amely kudarcra van ítélve, ezért végtelen fogyasztásra ösztönöz. Ha viszont ezt nagy tömegben végezzük, akkor ennek környezeti terhei jelentősek.
Kapcsolódó terület a közgazdaságtan boldogságközgazdaságtan ága, amely a fogyasztás és boldogság érzet közötti összefüggéseket vizsgálja.
Ha elfogadjuk az érvelést, hogy a jelen kor fenntarthatatlanságának egyik fontos összetevője a túlzott fogyasztás, akkor előtérbe kerül Max-Neef megközelítése, amely különbséget tesz az emberi szükségletek és a szükségletek kielégítésének módjai között. Érvelésük szerint 9 alapvető emberi szükséglet van, amelyek globálisan és koronként azonosak, csak ezek kielégítési módja kultúránként és történelmi koronként más és más.
Ezek: létfenntartás, védelem, szeretet, megértés, részvétel, tétlenség, alkotás, énazonosság, szabadság.
„A kulturális változások részben annak következményei, hogy az emberek elvetik szükségleteik kielégítésének hagyományos módját és helyettük újakat választanak. Minden szükségletet különféle módokon és változó színvonalon lehet kielégíteni.” A környezetvédők sok javaslata a megszokotthoz képest más, alternatív szükséglet kielégítési módot ösztönöz (pl. valamely szükséglet energiaszegény módozatai, fogyasztás mentes nap, stb.). E szerint valamilyen szinten a szegények anyagiak hiányában is ki tudják elégíteni szükségleteiket. „Megélhetésüket tekintve szegény csoportok körében gyakran tapasztalható, hogy a szolidaritás és kölcsönös segítség növeli náluk a védettség, a részvétel és a szeretet érzését.”

## Vitatott kérdések
Lásd alternatív pszichológia.
A Járókelő-effektus a tudomány ág legjobban bizonyított, legjobban reprodukálható jelensége, annak ellenére, hogy az alapja egy hírlapi kacsa, amely a New York Times "37-en látták a gyilkosságot, de senki sem hívta a rendőrséget" (37 Who Saw Murder Didn’t Call The Police,) című cikkére alapul és többen megcáfolták Egyes kutatások kimondottan a prekoncepcióval ellentétes eredményre jutottak. 
A Stanfordi börtönkísérlet és a Milgram-kísérlet lefolytatása és kiértékelése is több kérdést vet fel.

### A pszichológia és a pszichózis
A másik emberrel közölt döntés, érzelem, tett akkor érthető, ha indítéka, oka érthető. Ha a viselkedés nem játékból bolondos, hanem botrányosan bizarr, nincs együttérzés, ott „határeset” (borderline) jöhet. Csoportos esete a „tömegpszichózis”.

### A pszichológia és projektív tesztek
Tintafoltokra vagy szavakra adott asszociációk
- Rorschach-teszt köznyelven "tintapaca-teszt"
- Holtzman Tintafolt Tesztje
- Jungi Szóasszociáció-teszt

Történetkonstrukció
- TAT
- CAT

Mondat vagy történet befejezés
- Rosenzweig-féle Frusztrációs Teszt
- Loewinger-féle WUSCT mondatbefejezés teszt

Kártyarendezés vagy -választás
- Szondi-teszt

Érzelemkifejezés rajzokban vagy játékban
- Emberrajzpróba
- Ház-fa-ember Teszt
- Világjáték
- Bábjáték
- Sceno-teszt

### A pszichológia és az intelligencia
Az elemzések szerint az IQ teszt az adott műveltségi közegben a tájékozódást méri. Közegváltáskor az egyén értelmi hányadosát lefokozzák. Egy idő után hitelesítik értelmi szintjét. A műveltség, emberi kapcsolat átitat mindent. Tiszta intelligencia nem mérhető.

### Figyelemzavar, szétszórtság, nyüzsgés
Bár a figyelemzavar tünetei időnként bármely egészséges embernél jelentkezhetnek, csak akkor beszélünk figyelemzavarról mint betegségről, ha ezek meghaladnak egy bizonyos mértéket, azaz a szokottnál tartósabbak, erősebbek, és egyszerre több mentális/értelmi gond is jelentkezik. Az ADHD-s gyerekek nem tudnak várni.(nyüzsögnek)  Az elkerülő rendszer alulműködik.  Az aktiváló rendszer feladathelyzeteket old meg. A gyenge viselkedési gátlás zavar egyéb végrehajtó működéseket. A végrehajtó funkció: - gátlás, késleltetés, tervezés, fluencia és munkamemória. További top-down folyamatok:  az érzelem- és arousal szabályozás, valamint a figyelem kontrollja. A kognitív energia: – szerinte a megismerő mechanizmusok/gépek, energetikai rendszer és a végrehajtó viselkedés ellenőrrendszere is felelős az ADHD-ért. A modell top-down és bottom-up folyamatokat is feltételez. A késleltetés undor/averziós és a viselkedés gátló|aktiváló modelleket is magába foglalja, mint a frontális/homlok kéreg végrehajtó funkcióinak zavara. Csak néhány évtizede jöttek rá, hogy az ADHD gyakran - (a CAADD szerint 67%-ban, a NIMH 30-70%-ban) felnőttkorban is megmarad, és sajnos súlyos, az élet számos területére kiterjedő nehézségeket okoz.

### Transzperszonális, Ken Wilber
Egyik mémje a holon, ami Arthur Koestler írásaiból származik. Megfigyelte, hogy minden létező kettős természetű: egyrészt saját maga is egy egész, másrészt egy nagyobb egység része. A holon él mint egész; illeszkedik egy rendszerbe, annak tagja. Ez Wilber „horizontális” /társadalmi összetevője. A lebomlás - felépülés, önmeghaladás „vertikális” /időbeli jellemzője. A társadalmi összetevője: egyén - közösség; időbeli jellemző: belső - külső. A tudat 0-tól a 9-es szintig fejlődhet. A szintek nagyobb övekbe szervezhetők, így preperszonális (tudattalan indíték), perszonális (tudatos mentális tett) és transzperszonális (integrált, önkívüli) szakaszokat. Tudatállapotot: ébrenlét (az ego/én/self), álmodás (a lélek), mélyalvás (a Tiszta Tudat szintje, alfa, téta hullám). A jungi archetípusok, a maszkulin/ férfi és feminin /nő típusok, a kilenc enneagramma kategória mind érvényes Wilber sémájában, a be /intro- vagy ki /extrovertált irány is üzemel. Igyekszik a jóga és a buddhizmus misztikus élményét értelmezni.

## Képzést indító felsőoktatási intézmények
- Debreceni Egyetem – Bölcsészettudományi Kar
- Eötvös Loránd Tudományegyetem – Pedagógiai és Pszichológiai Kar
- Károli Gáspár Református Egyetem – Bölcsészettudományi Kar
- Pázmány Péter Katolikus Egyetem – Bölcsészettudományi Kar
- Pécsi Tudományegyetem – Bölcsészettudományi Kar
- Szegedi Tudományegyetem – Bölcsészettudományi Kar
- Budapesti Műszaki és Gazdaságtudományi Egyetem - Gazdaság- és Társadalomtudományi Kar (csak mesterszak)
- Babeș-Bolyai Tudományegyetem[21] – Pszichológia és Neveléstudományok Kar

### Szervezetek
- Amerikai Pszichológiai Társaság (American Psychological Association, APA)

### Magyar folyóiratok
- Üzlet & Pszichológia magazin
- Magyar Pszichológiai Szemle[halott link]
- Thalassa
- Pszichológia
- Addiktológia Archiválva 2007. szeptember 28-i dátummal a Wayback Machine-ben
- Alkalmazott Pszichológia
- Mindennapi Pszichológia

### Egyéb oldalak
- Pszichológusok Szakmai Etikai Kódexe
- Pszichológia Online
- Pszichologia.com - Olvasnivaló pszichológia témában, webszemle, programajánló, könyvismertető
- Rövid, érthető pszichológiai témájú naprakész írások
- Pszichológia módszertan.lap.hu - linkgyűjtemény
- Pszichológia.lap.hu - linkgyűjtemény